# Mariane Mariano
Mariane Mariano (ur. 1988) – filipińska zapaśniczka walcząca w stylu wolnym. Srebrna medalistka mistrzostw Azji Południowo-Wschodniej w 2022 roku. 